# Çatmayayla, Dulkadiroğlu
Çatmayayla là một xã thuộc huyện Dulkadiroğlu, tỉnh Kahramanmaraş, Thổ Nhĩ Kỳ. Dân số thời điểm năm 2010 là 965 người.